# 井口昭夫
井口 昭夫（いぐち あきお、1931年1月18日 - 2008年5月8日）は、囲碁・将棋の観戦記者。兵庫県出身。
神戸市外国語大学卒業。1953年、毎日新聞社に入社。学芸部副部長、学芸部編集専門委員を経て、1982年編集委員。
将棋・囲碁担当記者として、約40年にわたって囲碁の本因坊戦、将棋の名人戦、王将戦の観戦記を書いた。 
1989年、第一回将棋ペンクラブ大賞（新聞観戦記部門）を受賞。将棋ペンクラブ代表幹事（事務局長）。
2000年、大山康晴賞（第7回）を受賞。

## 著作
- 日本囲碁大系 第16巻 秀甫 林海峰 井口昭夫 著 総編集: 林裕 筑摩書房 1976
- 名人の譜大山康晴 井口昭夫 著 日本将棋連盟 1992
- 本因坊名勝負物語 井口昭夫 著 三一書房 1995
- 井口昭夫将棋観戦記選集 上下 井口昭夫 著 双峰社 2009